# Colette Burgeon

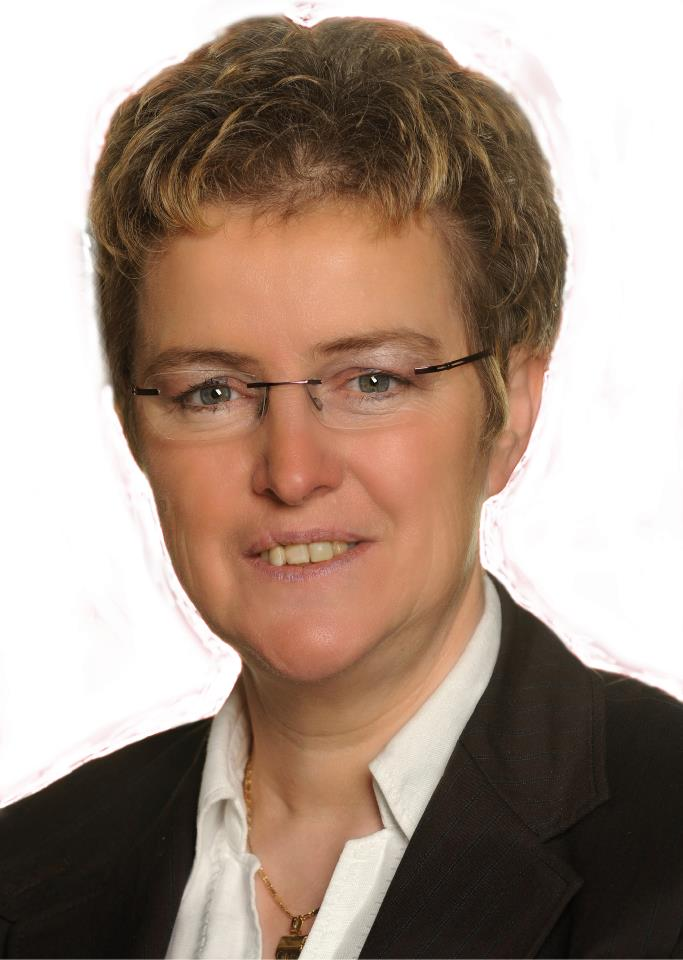
Colette Burgeon

Colette Burgeon (La Hestre, 11 februari 1957) is een Belgisch politica van de PS en volksvertegenwoordiger.

## Levensloop
Burgeon werd beroepshalve leerkracht en was eveneens animatrice in het socialistische verenigingsleven, pleinmonitrice en syndicaal gedelegeerde. Net zoals haar 17 jaar oudere broer Willy verzeilde ze in de socialistische partijrangen en was voor de PS ondervoorzitster en later ook voorzitster van de jongerenafdeling van de partij in Morlanwelz.
In oktober 1985 werd ze op 28-jarige leeftijd verkozen voor de Kamer van volksvertegenwoordigers in het arrondissement Zinnik en werd in 1988 en 1991 herkozen. Van 1985 tot 1995 was ze hierdoor tevens ook lid van de Waalse Gewestraad en van de Raad van de Franse Gemeenschap. In die tijd was Burgeon een van de weinige vrouwen in deze parlementen. In mei 1992 stelde ze in de Raad van de Franse Gemeenschap voor om er een adviescomité voor de sociale emancipatie van vrouwen in te voeren, die in de Kamer al bestond.
Van 1988 tot 2018 was ze tevens gemeenteraadslid van La Louvière, waar ze van 1989 tot 2012 de fractievoorzitter van de PS in de gemeenteraad was. Van 1992 tot 1995 was ze in de Waalse Gewestraad lid van de commissie van Openbare Gezondheid, in februari 1991 was ze co-voorzitster van het partijcongres van de PS in Ans en in de Kamer stemde ze eind 1992 voor het Sint-Michielsakkoord, de vierde staatshervorming in de Belgische geschiedenis.
Bij de verkiezingen van 1995, waarbij de gewestparlementen voor het eerst rechtstreeks verkozen werden, besloot ze voor de Kamer van volksvertegenwoordigers te kiezen, maar dan wel voor het nieuwe arrondissement Bergen-Zinnik. In 1999, 2003, 2007 en 2010 werd ze telkens herkozen en in de Kamer was ze in 1999 lid van de dioxinecommissie en in 2000 diende ze het wetsvoorstel in dat tot de gelijke quota van mannen en vrouwen op de kieslijsten zou leiden. Van 1994 tot 1995 en van 2003 tot 2007 was ze in de Kamer secretaris, van 2007 tot 2008 en van 2009 tot 2014 quaestor en van 2008 tot 2009 ondervoorzitter. Bij de verkiezingen van 2014 stelde ze zich geen kandidaat meer, waarmee er na bijna dertig jaar een einde kwam aan haar parlementair mandaat.
In oktober 2012 haalde ze bij de gemeenteraadsverkiezingen in La Louvière de tweede beste score op de PS-lijst, waarna ze van 2013 tot 2018 schepen en OCMW-voorzitter van de stad was.

## Eretekens
- België:Grootofficier in de Leopoldsorde. (2015)